# Massarina constricta
Massarina constricta är en svampart som beskrevs av Kaz. Tanaka & Y. Harada 2003. Massarina constricta ingår i släktet Massarina och familjen Massarinaceae.   Inga underarter finns listade i Catalogue of Life.